# I. e. 31. század
| Évezredek i.e. | 10. | 9. | 8. | 7. | 6. | 5. | 4. | 3. | 2. | 1. | Időszámítás kezdete | 1. | 2. | 3. | 4. | 5. | 6. | 7. | 8. | 9. | 10. | Évezredek i.sz. |

## Események
- Ősi sumer kor, a templomgazdaságok államokká szerveződnek.
- Az Uruk-kultúra vége, a Dzsemdet Naszr-kultúra kezdete. Az uruki III. rétegben az Éanna megszűnik templomként funkcionálni.
- Núbiában megkezdik a temetkezést a kusztuli „L–temetőben”, az A csoport leggazdagabb lelőhelyén.
- Az egyiptomi 0. dinasztia kora.
- A Nagada-kultúra Nagada II és Nagada III periódusának váltása, az egységes felső-egyiptomi állam kialakulása, és még ebben az évszázadban valószínűleg az egységes egyiptomi állam is létrejött.
- a Maadi-kultúra (wd) Alsó-Egyiptomban

## Fontos személyek
- Szehendet
- II. Skorpió
- Iri-Hór
- I. Ka
- Narmer

## Találmányok, felfedezések
- Az Uruk-kultúra és Dzsemdet Naszr-kultúra határa körül a sumer írásrendszer átalakul, a piktografikus szimbólumok valódi írásjelekké (szójelölő, nyelvtani elemeket tartalmazó rendszerré) válnak. Ez a sumer piktografikus írás kora.